# لسان المغرب (جريدة)
 لِسَانُ المَغرِب هي صحيفة أسبوعية كانت تُنشر باللغة العربية في المغرب، تأسست في طنجة عام 1907. أسسها شقيقان لبنانيان هما فرج الله نمّور وأرتور نمّور. اشتهرت بطباعة مشروع دستور المغرب 1908، وكذلك رسائل مفتوحة إلى السلطانين عبد العزيز ثم عبد الحفيظ.

## التاريخ
تأسست لسان المغرب عام 1907 من قبل شقيقين لبنانيين، فرج الله بن سليم نمّور، وهو أديب ولد في صيدا عام 1865، وشقيقه أرتور نمّور، صحفي موهوب. كانا قد سافرا إلى أوروبا والمغرب وأمريكا الجنوبية وطرابلس وتونس وباريس ولندن قبل وصولهما إلى طنجة في يناير 1906 بحثًا عن عمل، على أمل تأسيس جريدة عربية. حرصت القنصلية الألمانية بطنجة على تأسيس دار نشر باللغة العربية لدعم المصالح الألمانية في المغرب، وحصل الأخوان نمّور منها على الدعم اللازم. حصلا على كل اللوازم من المطبعة الكاثوليكية للآباء اليسـوعيين في بيروت. صدر العدد الأول من مجلة لسان المغرب في 8 فبراير 1907. كانت صحيفة أسبوعية تصدر باللغة العربية وتتكون من أربع صفحات، وكان فرج الله هو المدير السياسي وأرتور رئيس التحرير.
بإيعاز من فرنسا، أصدر مناصرو المولى عبد العزيز جريدة «الصباح» في طنجة عام 1904، وعين لرئاسة تحريرها إدريس الخبزاوي الجزائري، ولم تنشر سوى 52 عددا في زمن الحفيظية (1907-1908)، وخلال صراع الأشقاء بين عبد العزيز وعبد الحفيظ على العرش المغربي، دعمت صحيفة السعادة الفرنسية الناطقة بالعربية السلطان عبد العزيز. طبعت لسان المغرب رسائل مفتوحة لعبد العزيز ثم عبد الحفيظ.
وفي عدد لسان المغرب في 14 فبراير 1908 أكدت الصحيفة بيع الصحيفة لمخزن السلطان عبد الحفيظ وأن المحررين سيعملون معه. في الأشهر التي أعقبت التوقيع على الصفقة، سارت الأمور على ما يرام، لكن بعد حوالي عام، لم يحترم المخزن التزاماته المالية وبدأ الأخوان نمّور في نشر محتوى تشهيري على المخزن، ينتقدون الدولة على جميع الأصعدة.
في عام 1908، أمر عبد الحفيظ بإنشاء جريدة الفجر، التي ظهرت لأول مرة في 27 يونيو 1908، والتي من شأنها أن تكون صوتا له ودعاية لأفكاره.